# Jennifer Tamas

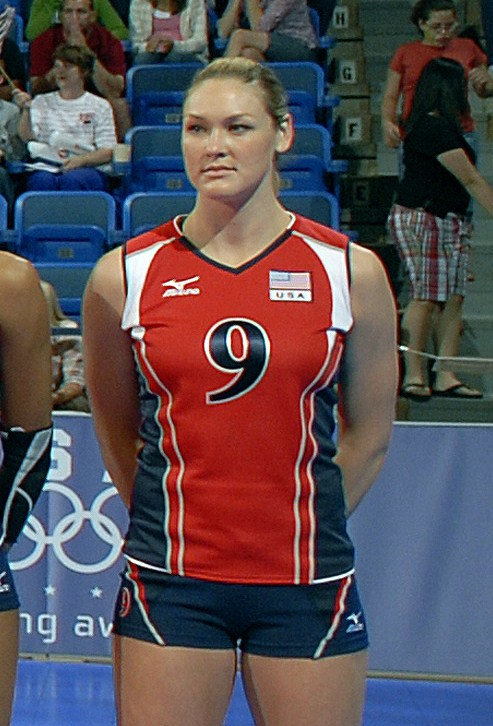
Jennifer Tamas

Jennifer Claire Tamas, född Joines 23 november 1982 i Santa Clara i Kalifornien, är en amerikansk volleybollspelare. Tamas blev olympisk silvermedaljör i volleyboll vid sommarspelen 2008 i Peking.